# Chiesa dell'Annunciazione (Prato)
La chiesa dell'Annunciazione si trova in via Benedetto Croce a Prato, nella frazione della Castellina.

## Storia e descrizione

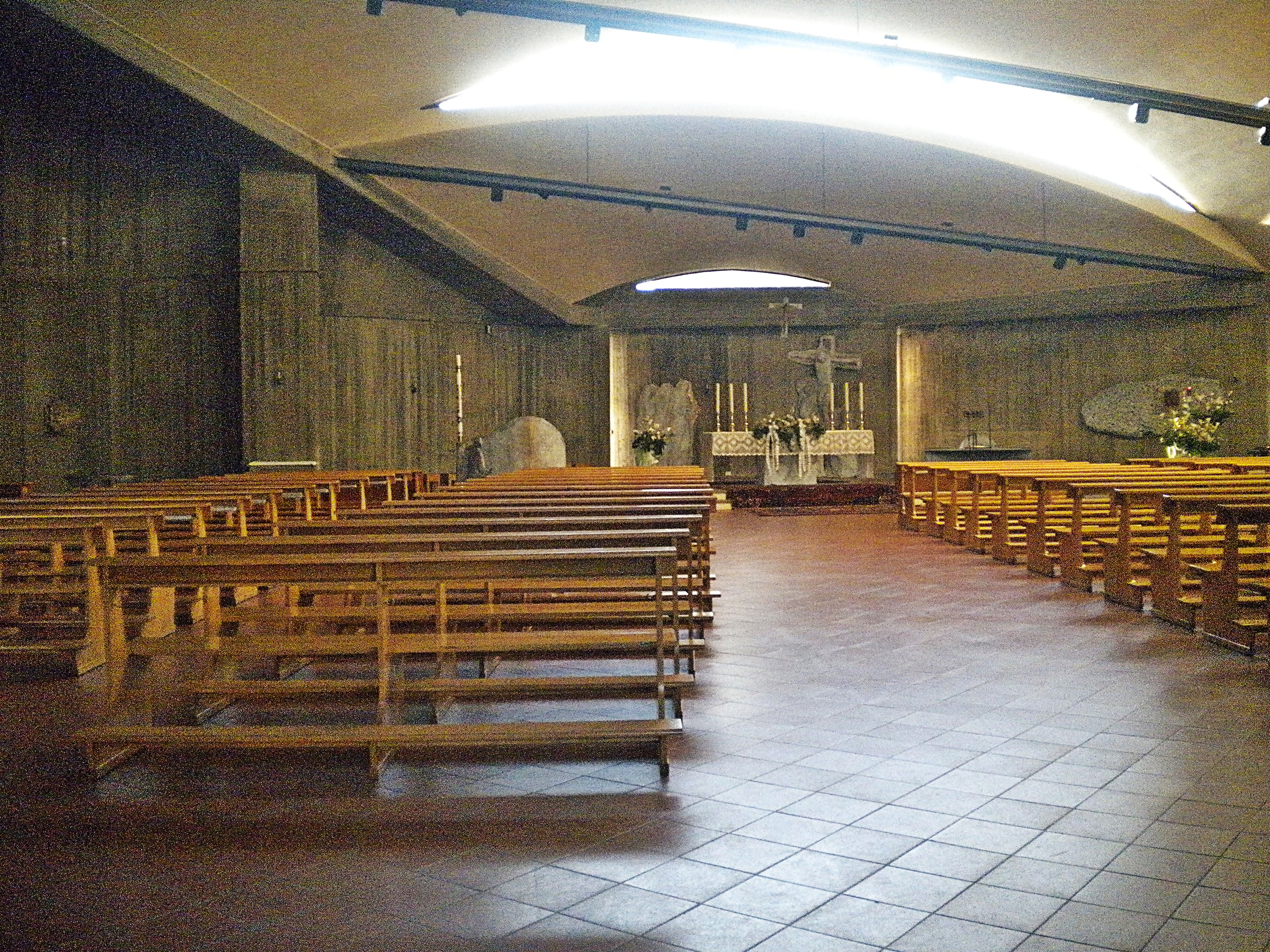
L'interno

Costruita nel 1980-1981, su progetto di Luciano Biagiotti del 1972, ha pianta ovale formata da setti ricurvi non continui in cemento armato e vetrate, e copertura a falde convesse rivestite in rame. Un'ala di muro in cemento armato, innalzandosi, forma il campanile. Su di esso sono poste tre campane in Do4 maggiore, fuse da Enrico Capanni di Castelnovo ne' Monti (RE) nel 1979.
All'interno ceramiche, una Annunciazione e un crocifisso ligneo di Angelo Biancini e una tavola con Madonna e santi, opera veneta del tardo Cinquecento. Sotto il campanile è stata ricavata la cappella del Santissimo.